# قضية الرقباء

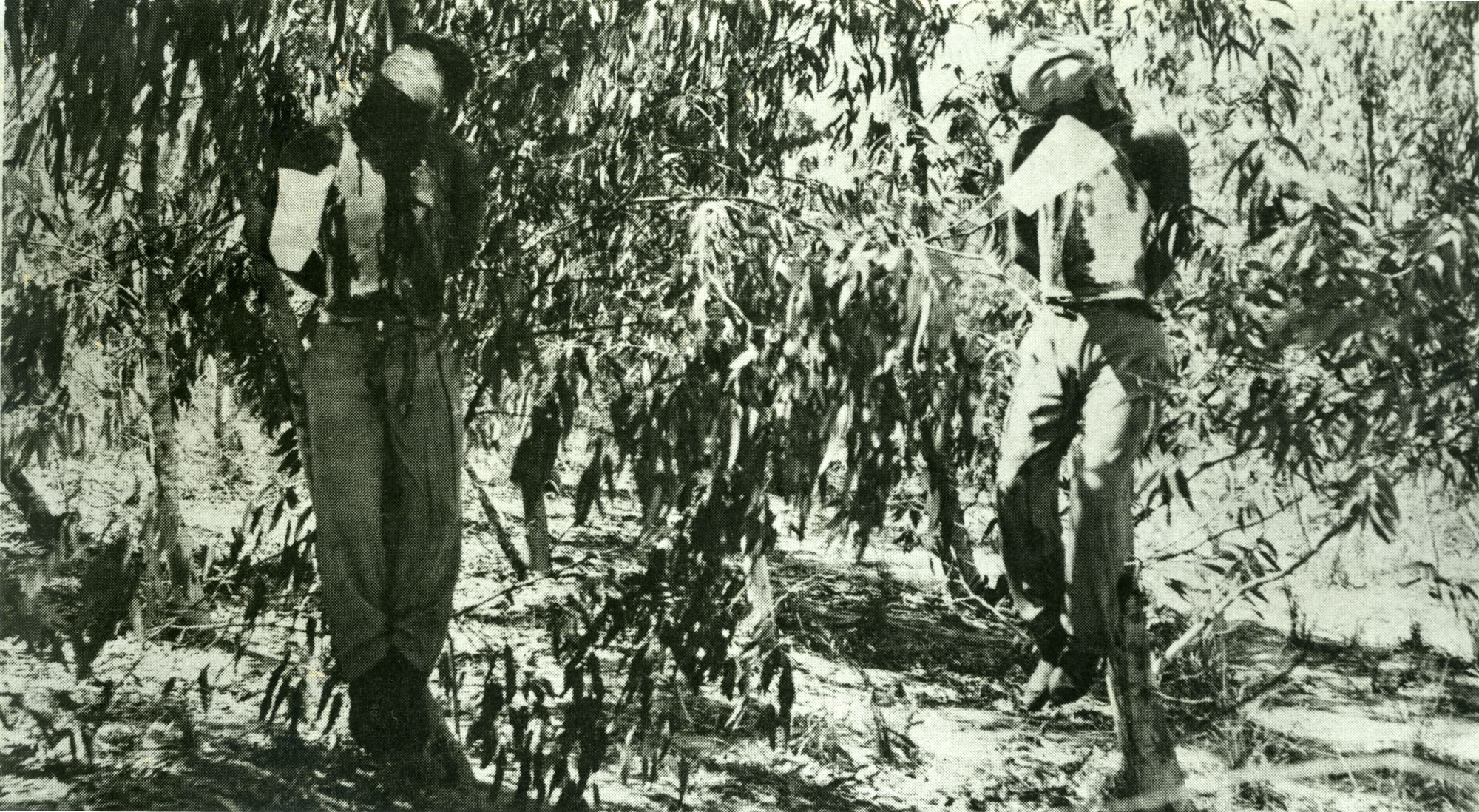
جثتا الرقيبين كليفورد مارتن (إلى اليمين) ومرفين بايس المشنوقتين.

كانت قضية الرقباء حادثا وقع في فلسطين الانتدابية في يوليو 1947 خلال التمرد اليهودي في فلسطين، حيث اختطفت جماعة إرجون السرية اليهودية اثنين من أعضاء هيئة الاستخبارات البريطانية، الرقيب كليفورد مارتن والرقيب ميرفين بايس وهددت بشنقهم إذا تم تنفيذ أحكام الإعدام على ثلاثة من مسلحي إرغون: أفشالوم هافيف، مائير نكار، ياكوف ويس. وقد قبض البريطانيون على الثلاثة أثناء هروبهم من سجن عكا، وحوكموا وأدينوا بتهمة الحيازة غير المشروعة للأسلحة، وبقصد قتل أو إلحاق ضرر آخر بعدد كبير من الناس. وعندما أعدم الرجال الثلاثة شنقا، قتلت الإرغون الرقيبين وعلقت جثتيهما المفخختين في بستان لأشجار الكافور بالقرب من نتانيا. وعندما عثر على الجثث، أدت المصيدة إلى إصابة ضابط بريطاني أثناء قطعها. وقد قوبل هذا العمل بإدانة واسعة النطاق في كل من فلسطين والمملكة المتحدة. وبعد سماع جريمة القتلى هاجم بعض الجنود ورجال الشرطة البريطانيين اليهود في تل أبيب مما أسفر عن مصرع خمسة أشخاص وإصابة اخرين. كما أثارت عمليات القتل أعمال شغب في بعض المدن البريطانية.

## خلفية
في أواخر الأربعينيات من القرن الماضي، مع اقتراب العقد الثالث من الانتداب البريطاني على فلسطين من نهايته، دعا الكثيرون داخل وخارج بريطانيا إلى إنهاء الانتداب. وقادهم زعيم المعارضة ونستون تشرشل الذي ندد باحتلال بريطانيا المكلف لفلسطين دون فائدة اقتصادية.
في محاولة للحفاظ على السيطرة والنظام المدني (شرط التفويض إذا لم يكن هناك شيء آخر)، سن البريطانيون لوائح الطوارئ الدفاعية في سبتمبر 1945. أوقفت هذه اللوائح أمر المثول أمام المحكمة وأنشأت محاكم عسكرية. وحددوا عقوبة الإعدام على جرائم مختلفة، بما في ذلك حمل أسلحة أو ذخائر بصورة غير قانونية والعضوية في منظمة يرتكب أعضاؤها هذه الجرائم. مع انتهاء الحرب العالمية الثانية، بدأ تمرد يهودي، حيث هاجمت الجماعات الصهيونية إرغون وليحي أهدافًا بريطانية من أجل إجبار البريطانيين على مغادرة فلسطين. كان التمرد ردًا على تنفيذ بريطانيا للكتاب الأبيض لعام 1939، والذي حد بشكل كبير من الهجرة اليهودية وشراء الأراضي.
بدأت السلطات البريطانية في تطبيق عقوبة الإعدام ضد المسلحين اليهود الأسرى. بينما تم إعدام أول عضو في مجموعة يهودية سرية، شلومو بن يوسف، في 1938 لدوره في هجوم إطلاق نار فاشل على مدنيين عرب كانوا يستقلون حافلة، لم يتم تنفيذ أي عمليات إعدام أخرى لليهود بسبب أعمال عنف ذات دوافع سياسية في فلسطين حتى أواخر الأربعينيات. خلال هجوم إرغون على قاعدة عسكرية بريطانية، تم القبض على مقاتلي الإرغون مايكل أشبل ويوسف سيمشون. وحكم عليهم بالإعدام في 13 يونيو 1946. كان هناك العديد من المناشدات والالتماسات للرأفة من قبل مختلف المعاهد والقادة اليهود، والتي لم تكن فعالة. قررت إرغون التهديد بتنفيذ «نظام المشنقة» الخاص بها، معلنة سياسة القتل الانتقامي.

## العواقب
لم يكن بوسع لجنة مجلس الأمن التابعة للأمم المتحدة، التي كانت تعمل في فلسطين في ذلك الوقت، أن تتجاهل هذا العمل. ومع ذلك، سرعان ما طغت عليها أزمة جديدة حول إكسدس، وهي سفينة تديرها الهاغاناه محملة ب 4500 نازح يهودي، أبحرت من فرنسا ورفض دخولها إلى فلسطين، وبدلا من ذلك أعيدت إلى بورت دو بوك.
وقد وصف شنق الرقباء البريطانيين بأنه عامل رئيسي في القرار البريطاني بإخلاء فلسطين. وأشار ج. بوير بيل إلى هذه القضية على أنها «القشة التي قصمت ظهر الانتداب»، وكتب أنها كانت عاملا رئيسيا أدى إلى توافق في الآراء على الجلاء عن فلسطين. في عام 1961، كتب آرثر كريتش جونز، الذي كان وزيرا للاستعمار البريطاني في عام 1947، أن «الضربة القاتلة ضد الصبر والفخر البريطانيين» الناجمة عن عمليات الإعدام شنقا كانت واحدة من أربعة عوامل رئيسية دفعت مجلس الوزراء البريطاني إلى قرار إخلاء فلسطين في سبتمبر 1947، أما الثلاثة الآخرون فهم المطالب السياسية غير المرنة وغير القابلة للتوفيق للعرب واليهود، والضغط المتواصل الذي يفرضه وضع حامية كبيرة في فلسطين للتعامل مع التمرد اليهودي، فضلا عن التهديدات بمقاومة صهيونية أكبر وانتفاضة عربية، على اقتصاد بريطاني متوتر بالفعل، والانتقادات المتزايدة حول فشل الحكومة في استبدال الكتاب الأبيض في عام 1939 بسياسة جديدة. وقال الكولونيل آرتشر كوست، الذي كان كبير مساعدي كبير أمناء فلسطين، إن «شنق الرقيبين البريطانيين فعل أكثر من أي شيء لإخراجنا» في محاضرة ألقاها عام 1949 أمام جمعية الإمبراطورية الملكية.
في رسالة في نوفمبر 1948 بشأن تأشيرة دخول إلى الولايات المتحدة لميناحم بيغن، كتب روبرت أ. لوفيت أنها قد تشعل صراعا مع بريطانيا، بسبب ارتباط بيغن بأعمال إرغون بما في ذلك شنق بايس ومارتن.
في عام 1981 زُعم أن كليفورد مارتن استوفى تعريف الهلاخا لليهودي، لأن والدته جاءت من عائلة يهودية من القاهرة.[بحاجة لرقم الصفحة]
شنق الرقباء هو أحد الحوادث التاريخية العديدة المشار إليها في كتاب مايكل موركوك الإفطار في الأنقاض - على الرغم من أن تصوير موركوك الخيالي يخرج إلى حد كبير عن الظروف التاريخية الفعلية. صورت برنيس روبنز أيضًا نسخة خيالية من الحدث في روايتها حكاية الرقباء.

## قراءات أخرى
- Bell، Bowyer J (1977). Terror out of Zion : Irgun Zvai Leumi, LEHI, and the Palestine underground, 1929-1949. New York: Avon Books. ISBN:978-0-380-39396-1.
- Begin، Menachem (1977). The Revolt. ISBN:0-440-17598-4. مؤرشف من الأصل في 2021-09-23.
- Zadka، Saul (1995). Blood in Zion : how the Jewish guerrillas drove the British out of Palestine (ط. 1st English). London; Washington: Brassey's. ISBN:978-1-85753-136-7.